# Alex Kidd BMX Trial
Alex Kidd BMX Trial ist ein 1987 erschienenes Sport-/Actionspiel für die Spielkonsole Sega Master System. Es wurde nur in Japan veröffentlicht und benötigte einen speziellen Paddel-Controller.

## Gameplay
Als Alex Kidd fährt man mit einem BMX durch einen Hinderniskurs und versucht dabei so schnell wie möglich das Ende des Levels zu erreichen, ohne von den Mitbewerbern vom Rad gestoßen zu werden. In den verschiedenen Kursen sind Rampen verteilt, mit deren Hilfe man springen kann. Gleitet man mit dem BMX über eine dafür vorgesehene Rampe erhält man verschiedene Powerups wie zum Beispiel mehr Energie oder Zeit. Hat man keine Energie mehr, ist das Spiel zu Ende.